# Emiliana / Ahora te toca a ti minero
Emiliana / Ahora te toca a ti minero es un sencillo del cantautor cubano Carlos Puebla y sus Tradicionales, lanzado en 1971 bajo el sello chileno DICAP, y perteneciente al álbum colectivo Saludo cubano, lanzado ese mismo año por la misma casa discográfica.
Si bien la canción «Emiliana» es interpretada por Carlos Puebla junto con la Orquesta Aragón, sólo aparece el primero como autor del sencillo.

## Lista de canciones
| Lado A |            |               |          |  |
| N.º    | Título     | Música        | Duración |  |
| 1.     | «Emiliana» | Carlos Puebla |          |  |

| Lado B |                             |                                   |          |  |
| N.º    | Título                      | Música                            | Duración |  |
| 2.     | «Ahora te toca a ti minero» | Carlos Puebla y sus Tradicionales |          |  |